# Афар (народ)

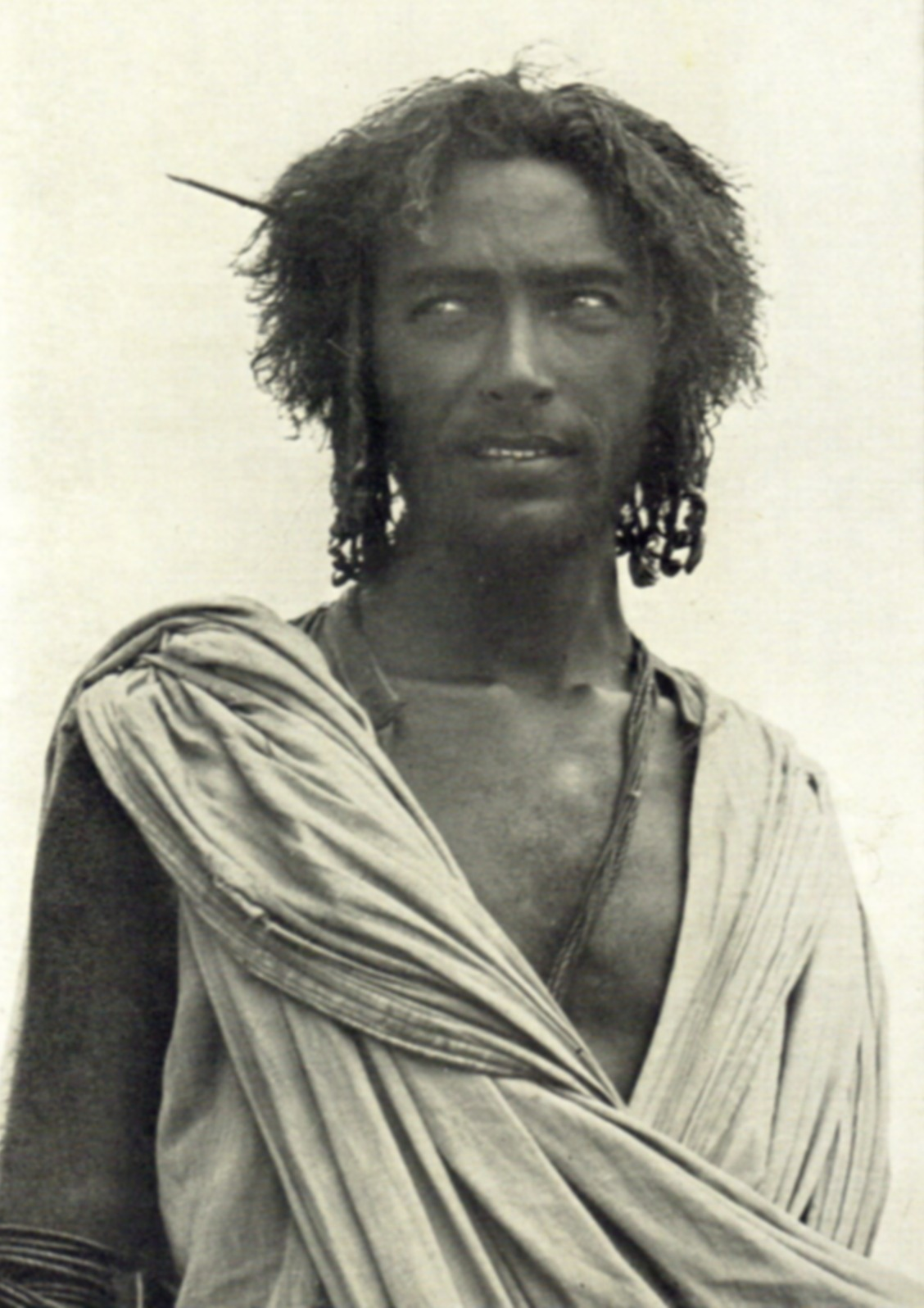

Афар (афар. Qafár) (или арабское наименование — данакиль) — полукочевой народ кушитской группы, обитающий в Восточной Африке.

## Территория проживания и численность

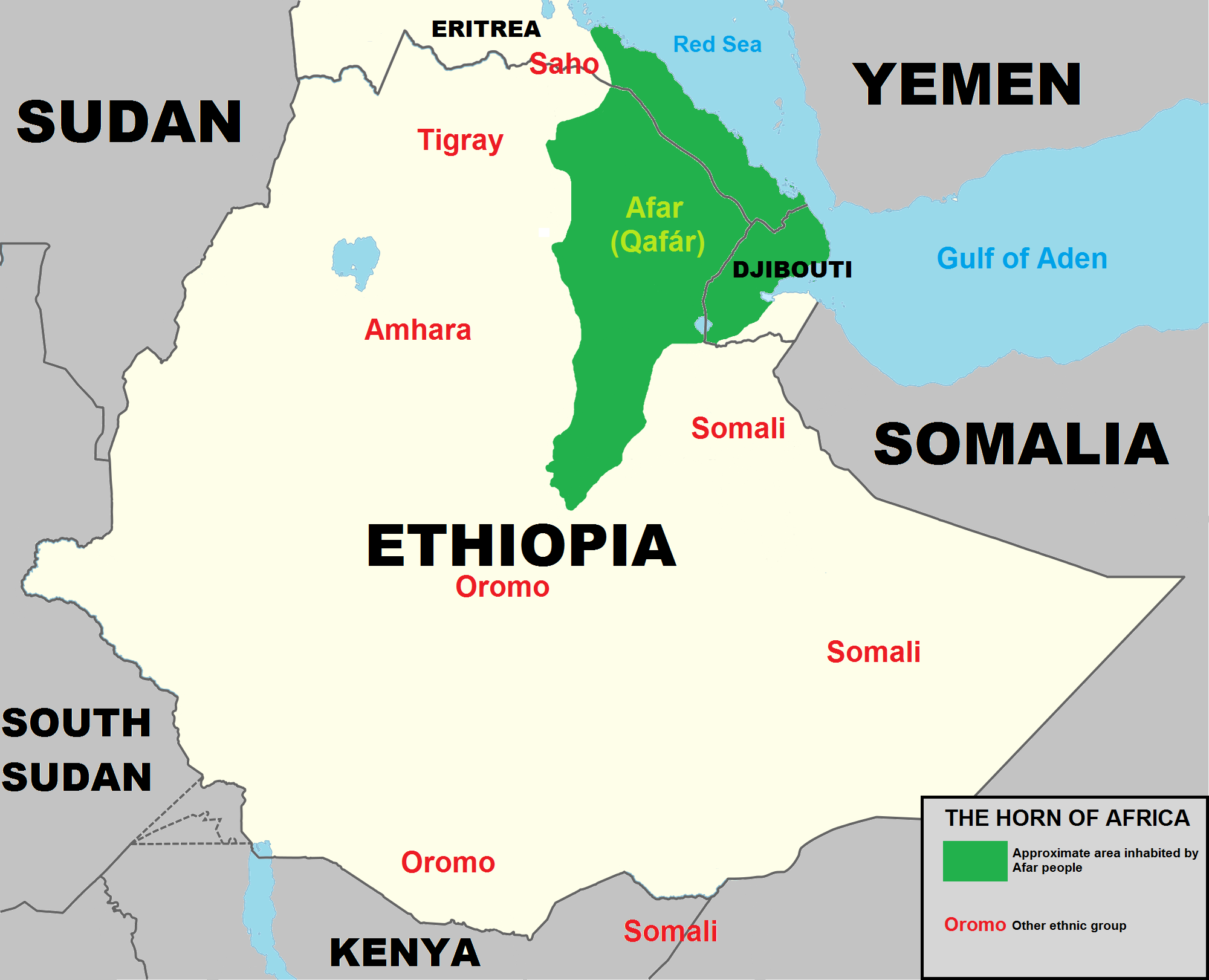

Проживают на территории Эфиопии (большая часть), Эритреи и Джибути (где составляют треть населения страны).
Исторически занимают территорию пустыни Данакиль, на которой вели кочевой образ жизни.
Их численность по переписи 2007 года составляет 1 276 374 человека в Эфиопии (или 1,73 % от всего населения Эфиопии), из которых 108 488 переселились в города. (Кобищанов 2000:63.)

## Язык и религия
Разговорный язык — афарский, который некоторые специалисты считают частью восточно-кушитской группы; также довольно распространены амхарский и арабский языки. Письменность построена на основе эфиопского или латинского письма.
Религия — мусульмане-сунниты, но зачастую можно встретить своеобразные церемонии и обычаи, связанные с поклонением духам.

## История и общество
Первые упоминания о афар относятся к XIII веку (в арабских письменных источниках).
В X веке афар обращены в ислам арабами-торговцами из Аравии. До сих пор афар являются ревностными мусульманами-суннитами.
В дальнейшем афар вместе с другими народами региона образовали ряд феодальных султанатов (Ауса, Адаль), которые в XIX веке вошли в состав Эфиопской империи, а в конце этого же XIX века были частично захвачены колониальными метрополиями Италией (в Харгейсе) и Францией (в Джибути, бывшей Территории Афаров и Исса).
Афар делятся на две основные кастово-племенные группы: знать (асаймара, «красные») и многочисленные, относительно свободные общинники (адоймара, «белые»).
В составе афар выделяют группы (рода) арабского, сомалийского и другого происхождения. (Кобищанов 2000:63.)(Шпажников 2007:71)

## Хозяйство и культура
Афар занимаются кочевым и полукочевым верблюдоводством, скотоводством (крупный и мелкий скот). Ранее афар практиковали услуги пастухов для земледельцев.
Среди других занятий — выпаривание соли, на побережье Красного моря — рыболовство, в оазисе Ауса — земледелие.
В настоящее время в обществе афар есть свой рабочий класс и интеллигенция.
Имеют ярко выраженные традиции, развитый фольклор, близкий по культуре другим эфиопским народам.